# Историко-математические исследования
«Историко-математические исследования» (ИМИ) — специализированный российский (ранее советский) научный ежегодник, посвящённый истории математики. Выходит с 1948 года. 36-й выпуск (1995 год) открыл вторую серию издания. К 2019 году вышли 51 выпуск. Ежегодник стал первым в мире периодическим изданием по истории математики.

## История издания
С 1944 года в МГУ проходил научный семинар по истории математики под руководством А. П. Юшкевича, С. А. Яновской и М. Я. Выгодского. По инициативе А. П. Юшкевича в 1948 году началось издание материалов семинара под названием «Историко-математические исследования» (ИМИ). Редакторами издания стали А. П. Юшкевич и директор издательства ГИТТЛ Г. Ф. Рыбкин (1903–1972).
Первые два выпуска (1948—1949) имели подзаголовок «Труды семинара МГУ по истории математики», затем это примечание было снято.
В 1966 году Г. Ф. Рыбкин тяжело заболел, и 18-й выпуск вышел только в 1973 году. Начиная с 17-го выпуска (1966), ответственным редактором ежегодника стал А. П. Юшкевич, который оставался на этом посту до своей кончины в 1993 году. Одновременно (1973) был образован редакционный совет, куда вошёл ряд видных математиков и историков. С 18-го выпуска и по настоящее время издание является печатным органом Института истории естествознания и техники Академии наук СССР (с 1992 года — РАН).
34-й выпуск (1993) из-за начавшейся в стране гиперинфляции был издан на личные средства редакторов А. П. Юшкевича и С. С. Демидова. В 35-м выпуске (1994) указан ещё в качестве редактора А. П. Юшкевич (посмертно), а с 36-го выпуска (1995) началась вторая серия издания, с новым полиграфическим дизайном. Главным редактором стал С. С. Демидов, ранее бывший заместителем ответственного редактора. Первый выпуск второй серии посвящён памяти выдающегося историка математики А. П. Юшкевича. Серия издавалась при финансовой поддержке Российского фонда фундаментальных исследований.

## Хронология выпусков первой серии
- Выпуски 1-14 выходили ежегодно, с 1948 по 1961 год. Выпуск 10 содержит сводку авторов и статей для выпусков 1-9.
- Выпуск 15: 1963.
- Выпуск 16: 1965.
- Выпуск 17: 1966.
- Выпуски 18-25 выходили регулярно, с 1973 по 1980 год. Выпуск 21 содержит сводку авторов и статей для выпусков 10-20.
- Выпуск 26: 1982.
- Выпуск 27: 1983.
- Выпуски 28 и 29: оба в 1985 году.
- Выпуск 30: 1986.
- Выпуск 31: 1989. Этот выпуск содержит сводку авторов и статей для выпусков 21-30.
- Сдвоенный том с выпусками 32 и 33: 1990.
- Выпуск 34: 1993.
- Выпуск 35: 1994.

## Хронология выпусков второй серии
- Выпуск 1 (36): 1995 (часть I), 1996 (часть II). Часть I содержит сводку авторов и статей для выпусков 31-35 первой серии.
- Выпуск 2 (37): 1997.
- Специальный выпуск-1997, посвящён математическим школам разных стран.
- Выпуск 3 (38): 1999.
- Выпуск 4 (39): 1999.
- Выпуск 5 (40): 2000.
- Выпуск 6 (41): 2001.
- Выпуск 7 (42): 2002.
- Выпуск 8 (43): 2003.
- Выпуск 9 (44): 2005.
- Выпуск 10 (45): 2005.
- Выпуск 11 (46): 2006. Этот выпуск содержит сводку авторов и статей второй серии, для выпусков 1(36)—10(45).
- Выпуск 12 (47): 2007.
- Выпуск 13 (48): 2009.
- Специальный выпуск-2010, содержит статью К. Фили (Греция) о возникновении и начальном периоде развития дескриптивной теории множеств.
- Специальный выпуск-2011, содержит тематический указатель статей сборника за 1948-2009 годы. Составитель: Пырков В. Е.
- Выпуск 14 (49): 2011.
- Выпуск 15 (50): 2014.
- Выпуск 16 (51): 2018.

## Издательства
- Выпуски 1—10 вышли в Государственном издательстве технико-теоретической литературы (ГИТТЛ).
- Выпуски 11—15 — в Государственном издательстве физико-математической литературы.
- Выпуски 16—34 — в издательстве «Наука».
- Выпуск 35 издан «Международным фондом истории науки».
- Далее выпуски второй серии вышли в издательстве «Янус-К»

## Содержание
Объём одного выпуска: 25 печатных листов, общий объём на 2007 год: 1316 печатных листов. Тираж первые 10 лет составлял 3000-4000 экз., затем 1500-2000, в настоящее время — 300—400 экз. По состоянию на 2007 год в издании напечатаны статьи 364 авторов (в том числе 61 зарубежный из 23 стран), общее число опубликованных работ: 978. Среди авторов немало ведущих математиков и историков математики. С 1997 года вышли отдельно три спецвыпуска, последний из которых — в 2011 году («Тематический указатель статей сборника за 1948—2009 годы»).
Полное оглавление всех выпусков (список опубликованных статей) находится в Викитеке, см. также в списке литературы «Тематический указатель» В. Е. Пыркова.